# 파가니니 주제에 의한 광시곡
파가니니 주제에 의한 광시곡, Op. 43(Russian: Рапсодия на тему Паганини, Rapsodiya na temu Paganini)은 세르게이 라흐마니노프에 의해 작곡된 협주곡 형식의 작품이다. 관현악과 피아노, 바이올린 독주를 위한 곡이며 피아노 협주곡과 유사한 양상을 띤다.
1934년 11월 7일 미국 메릴랜드주 볼티모어에서 처음으로 공개되었으며, 필라델피아 관현악단이 참여하였다.

## 편성

### 악기 편성
- 독주 피아노
- 관현악
  - 목관악기: 피콜로, 플루트2, 오보에2, 잉글리시 호른, 클라리넷(B♭)2, 바순2
  - 금관악기: 호른(F)4, 트럼펫(C)2, 트롬본3, 튜바
  - 타악기: 팀파니, 글로켄슈필, 큰북, 작은북, 심벌즈, 트라이앵글
  - 현악기: 하프, 현악 5부

### 곡 편성
- 도입: 빠르고 경쾌하게 (allegro vivace)

- 제1변주: 진행 중인 빠르기로 (Precedente)

- 주제: 전과 같은 빠르기로 (L'istesso tempo)

- 제2변주: 전과 같은 빠르기로 (L'istesso tempo)

- 제3변주: 전과 같은 빠르기로 (L'istesso tempo)

- 제4변주: 더 빠르고 힘차게 (Più vivo)

- 제5변주: 진행 중인 빠르기로 (Tempo precedente)

- 제6변주: 전과 같은 빠르기로 (L'istesso tempo)

- 제7변주: 빠르기를 조금 늦추어 이전의 보통 박자로 (Meno mosso, a tempo moderato)

- 제8변주: 처음 빠르기로 (Tempo I)

- 제9변주: 전과 같은 빠르기로 (L'istesso tempo)

- 제10변주: 전과 같은 빠르기로 (L'istesso tempo)

- 제11변주: 보통 빠르기로 (Moderato)

- 제12변주: 미뉴에트 빠르기로 (Tempo di minuetto), 라 단조 (D minor)

- 제13변주: 빠르게 (Allegro), 라 단조 (D minor)

- 제14변주: 전과 같은 빠르기로 (L'istesso tempo) 바 장조 (F major)

- 제15변주: 더 빠르고 힘차게 익살스럽게 (Più vivo scherzando), 바 장조 (F major)

- 제16변주: 조금 빠르게 (Allegretto), 내림 나 단조 (B flat minor)

- 제17변주: 조금 빠르게 (Allegretto), 내림 나 단조 (B flat minor)

- 제18변주: 느리고 노래하듯 부드럽게 (Andante cantabile), 내림 라 장조 (D flat major)

- 제19변주: 본래 빠르기로 빠르고 경쾌하게(A tempo vivace)

- 제20변주: 좀 더 빠르고 생생하게 (Un poco più vivo)

- 제21변주: 좀 더 빠르고 생생하게 (Un poco più vivo)

- 제22변주: 행진곡 처럼, 좀 더 빠르고 생생하게, 2/2박으로 (Marziale, Un poco più vivo, Alla breve)

- 제23변주: 전과 같은 빠르기로 (L'istesso tempo)

- 제24변주: 조금 박자를 늦추어 (A tempo un poco meno mosso)

비록 곡이 휴식 없이 단번에 진행되기는 하지만, 전체적으로 '빠르게-느리게-빠르게'의 3 부분으로 나눌 수 있다. 10번 변주까지는 빠른 빠르기로 첫 변주와 상응하고, 11번부터 18번까지는 느린 박자로 진행 하다가 나머지 부분에서 피날레를 형성한다. 변주를 주제보다 앞에 위치시키는 아이디어는 베토벤의 영웅 교향곡 종장에서 얻은 것으로 보인다.

## 특징
짧은 도입부 다음으로 제1변주가 주제에 앞서 연주된다. 제1변주 후에 피아노의 여린음을 배경으로 현악기가 파가니니 주제를 연주한다. 제2변주부터 제6변주는 주제의 요소를 해체, 결합한다. 제7주제에서 피아노의 현란한 기교와 공백은 박자와 분위기의 변화를 암시한다. 이 후 오케스트라가 파가니니 주제의 도입부를 천천히 연주하는 동안 피아노는 중세시대 최후의 심판에서 유래한 선율인 ‘디에스 이레’를 장엄하게 연주한다. ‘디에스 이레’는 라흐마니노프의 다른 작품에서도 사용되었다.
느린 선율의 제18변주는 가장 널리 알려져 있으며 종종 클래식 모음곡집에 단독으로 삽입되기도 한다. 제18변주는 파가니니 주제의 멜로디를 역전시킨 것이다. 즉, 가 단조의 파가니니 주제를 내림 라 장조로 변환시키고, 멜로디가 내려가면 올라가게, 올라가면 내려가게 했다. 라흐마니노프 그 자신도 이 변주부의 매력에 빠져 “이 부분이야 말로 나머지 부분의 대표”라고 말 했다.
광시곡의 가장 마지막 파트인 제24변주는 피아노 파트의 연주가 극도로 어려워서 피아니스트의 탁월한 기교를 요한다. 곡의 초연 직전에 라흐마니노프는 이 부분을 연주하는 것에 대한 두려움을 고백하기도 했다. 그의 친구인 베노 모이세비치(Benno Moiseiwitsch)의 조언에 따라 라흐마니노프는 평소의 금주 습관을 깨고 안정을 위해 크림 드 민트(민트 맛 주류)를 한 잔 마셨다. 그의 연주는 대단히 성공적이었고, 그는 이 후 이 곡을 연주할 때마다 크림 드 민트를 한 잔씩 마셨다. 이 때문에 라흐마니노프는 이 제24변주에 ‘크림 드 민트 변주’라는 별명을 붙여주었다.

## 발레
1939년 미하일 포킨은 뉴질랜드의 오클랜드에서 관광하던 도중 이미 안무가 완성한 그의 발레 작품 ‘파가니니’에 ‘파가니니 주제에 의한 광시곡’을 사용하는 것을 허락 받기 위해 라흐마니노프에게 편지를 보냈다. 포킨은 악보에 약간의 변화를 주길 원했는데, 그 중에는 더욱 극적인 도입부를 위해 제18변주곡 앞 부분에 12마디를 다시 연주하고 제18변주를 내림 라 장조 대신 가 장조로 편곡하는 것도 포함되어있었다. 라흐마니노프는 마디를 추가하는 데는 동의했지만, 내림 라 장조는 적합하지 않다고 생각했으며, 긴장감을 위해 가 장조로 연주할 것을 요구했다. 그는 또한 왜 포킨의 작품 속에서 니콜로 파가니니가 바이올린 연주자가 아닌 기타 연주자로 나오는지 의문스러워 했지만 문제삼지는 않았다. ‘파가니니’는 1939년 런던 코벤트 가든의 로열 오페라 극장에서 로열 발레단에 의해 초연되었다. 라흐마니노프는 발레 작품이 성공한 것에 대하여 흡족해 했으며, 포킨을 염두에 두고 1940년 ‘교향적 무곡(Op. 45)’를 작곡했다. 그는 포킨을 위해 피아노 편곡 버전을 연주해 주었지만 둘 모두 이 발상이 더 구체적으로 실현되기 전에 죽었다.
본 광시곡은 라브로스키(1960년, 모스크바, 볼쇼이 발레단), 프레데릭 애쉬튼(1980년, 런던, 로열 발레단), 이보 판 츠바이텐의 발레 공연에도 사용되었다.

## 추천 음반
| 피아노                                      | 지휘                                      | 오케스트라                                                     | 음반사        | 녹음년도 | 형식    |
| ------------------------------------------- | ----------------------------------------- | -------------------------------------------------------------- | ------------- | -------- | ------- |
| 세르게이 라흐마니노프 (Sergei Rachmaninoff) | 레오폴드 스토코프스키 (Leopold Stokowski) | 필라델피아 오케스트라 (Philadelphia Orchestra)                 | RCA           | 1934     | CD      |
| 베노 모이세비치(Benno Moiseiwitsch)         | 바실 카메론 (Basil Cameron)               | 리버폴 필하모닉 오케스트라 (Liverpool Philharmonic Orchestra)  | Naxos Records | 1938     | CD      |
| 윌리엄 카펠(William Kapell)                 | 프리츠 라이너 (Fritz Reiner)              | 필라델피아 로빈 후드 델 오케스트라 (Robin Hood Dell Orchestra) | RCA           | 1951     | CD      |
| 아르투르 루빈스타인 (Arthur Rubinstein)     | 프리츠 라이너 (Fritz Reiner)              | 시카고 심포니 오케스트라 (Chicago Symphony Orchestra)          | RCA           | 1956     | CD      |
| 레온 플라이셔(Leon Fleisher)                | 조지 셀 (George Szell)                    | 클리블랜드 오케스트라 (Cleveland Orchestra)                    | Sony          | 1957     | CD      |
| 블라디미르 아쉬케나지 (Vladimir Ashkenazy)  | 앙드레 프레빈 (André Previn)              | 런던 심포니 오케스트라 (London Symphony Orchestra)             | Decca         | 1971     | CD      |
| 반 클라이번 (Van Cliburn)                   | 키릴 콘드라신 (Kirill Kondrashin          | 모스크바 필하모닉 오케스트라 (Moscow Philharmonic Orchestra)   | RCA           | 1972     | CD      |
| 미하일 플레트네프 (Mikhail Pletnev)         | 리보르 페셰크 (Libor Pesek)               | 필하모니아 오케스트라 (Philharmonia Orchestra)                 | Virgin        |          | CD      |
| 스티븐 허프 (Stephen Hough)                 | 앤드루 리튼(Andrew Litton                 | 달라스 심포니 오케스트라 (Dallas symphony Orchestra)           | Hyperion      | 2004     | CD/SACD |